# Oberscheiben
Oberscheiben (westallgäuerisch: t(s)' Schibə) ist ein Gemeindeteil des Markts Weiler-Simmerberg im bayerisch-schwäbischen Landkreis Lindau (Bodensee).

## Geographie
Der im Rothachtal gelegene Weiler liegt circa 500 Meter südlich des Hauptorts Weiler im Allgäu und zählt zur Region Westallgäu.

## Ortsname
Für die Deutung des Ortsnamens gibt es verschiedene Theorien. Eine davon sieht darin eine Bezeichnung für eine Wendeplatte. Eine andere Theorie sieht einen Flurnamen Scheibe, der eine Weg- oder Flusskrümmung bezeichnet und somit der Ortsname (Siedlung an) der Flusskrümmung bedeuten würde.

## Geschichte
Scheiben wurde urkundlich erstmals im Jahr 1437 mit der Geburt Anna von Weiler als schiben erwähnt. Im Jahr 1783 wurde erstmals zwischen den Orten Ober- und Unterscheiben unterschieden. Der Ort gehörte einst der Herrschaft Altenburg und zuletzt der Gemeinde Simmerberg an.

### Burgstall Scheiben
Der westlich des heutigen Orts gelegene Burgstall Scheiben war Sitz der Herren von Weiler zu Scheiben. Sie wurde vermutlich im Jahr 1380 errichtet und wurde vermutlich bis ins 15. Jahrhundert hinein bewohnt. Im Jahr 1931 wurden Überreste der Wallmauer zur Verwendung als Baumaterial für den Bau der Alpenstraße abgebrochen. Heute befindet sich an dieser Stelle ein Bodendenkmal.